# Ander Elosegi
Ander Elosegi Alkain (ur. 14 listopada 1987 w Irunie) – hiszpański kajakarz górski, dwukrotny wicemistrz świata, brązowy medalista mistrzostw Europy, trzykrotny uczestnik igrzysk olimpijskich.

## Igrzyska olimpijskie
W 2008 roku na igrzyskach olimpijskich w Pekinie wziął udział w zawodach kanadyjek, zajmując ostatecznie czwarte miejsce. Cztery lata później w Londynie ponownie zajął czwartą pozycję, tracąc do podium 4,3 sekundy. Na igrzyskach olimpijskich w 2016 roku w Rio de Janeiro finał zakończył na ósmym miejscu z czterema sekundami kary. Na kolejnych igrzyskach rozgrywanych w Tokio powtórzył swoje miejsce z poprzednich zawodów olimpijskich zajmując 8. miejsce w finale slalomu C-1.